# Ngày Angam
Ngày Angam là một ngày lễ được công nhận ở Cộng hòa Nauru. Nó được tổ chức vào ngày 26 tháng 10 hằng năm.

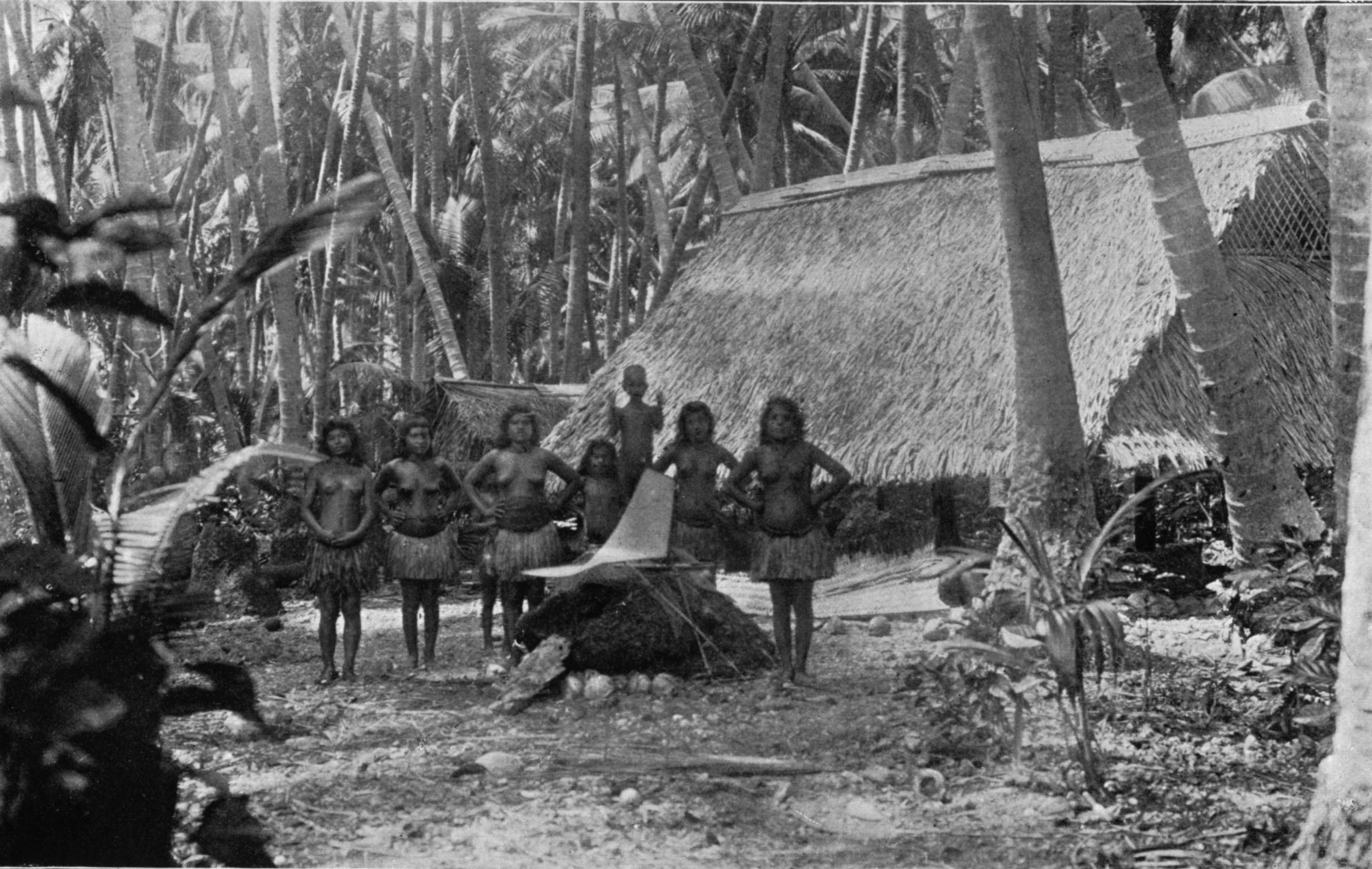
1896

## Từ nguyên
Từ angam trong tiếng Nauru có nghĩa là "hân hoan", "ăn mừng", "đã chiến thắng mọi khó khăn" hoặc "đã đạt được mục tiêu đặt ra" hoặc "trở về nhà".

## Thông tin chung
Ngày Angam là một ngày lễ kỷ niệm và là thời gian để suy ngẫm của người dân Nauru. Đã hai lần trong lịch sử, dân số Nauru giảm xuống dưới mức 1.500 người, và tộc người Nauru được coi là có nguy cơ tuyệt chủng. Trong cả hai lần, dân số Nauru vẫn được phục hồi. Khi dân số đạt thấp xuống mức 1.500 người, một con số được coi là tối thiểu cần thiết cho sự tồn tại của một chủng tộc, từ đó Ngày Angam đã được tuyên bố. Angam đầu tiên diễn ra vào năm 1932 và lần thứ hai vào năm 1949.

## Lịch sử

### Trước Angam
Mục tiêu đầu tiên xảy ra vào năm 1919, ngay sau Thế chiến thứ nhất, sau khi các lực lượng của Đế quốc Anh chiếm đóng trong thời gian chiến tranh của Nauru và các đảo khác ở Thái Bình Dương, người dân đã giành lại các thuộc địa này từ Đế quốc Anh, trái với các nghĩa vụ của hiệp ước quốc tế của Đức. Và từ đó Nauru nằm dưới sự ủy quyền của Hội Quốc Liên, do Úc, New Zealand và Anh quản lý. Chuẩn tướng Thomas Griffiths, Quản trị viên Úc, đã tổ chức một cuộc điều tra dân số. Sau đó, trong một cuộc họp với các thủ lĩnh địa phương, ông tuyên bố rằng dân số ở Nauru ở mức thấp đáng báo động và nếu người Nauru có thể tồn tại như một chủng tộc, thì dân số phải không dưới 1.500 người. Người ta tuyên bố rằng khi dân số đạt đến 1.500 người, ngày đó sẽ được gọi là Ngày Angam, là một ngày lễ và sẽ được tưởng niệm hàng năm sau đó. Hơn nữa, em bé hoàn thành chỉ tiêu đề ra sẽ là Angam Baby và sẽ nhận được quà tặng và vinh dự.

### Angam đầu tiên

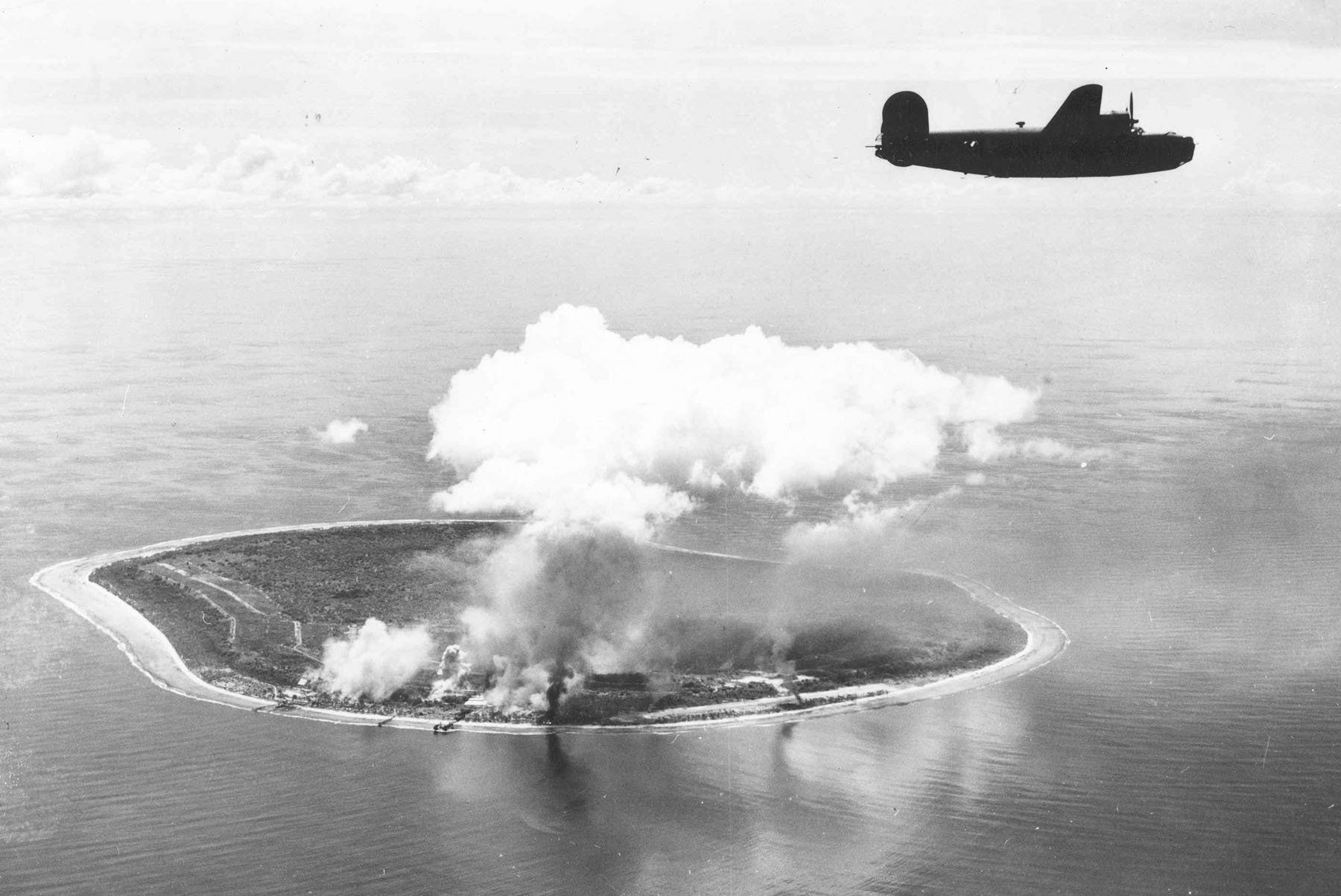
1943

Sau mười ba năm, dân số Nauru đã đạt đến con số 1.500 với rất nhiều lễ kỷ niệm và sự hân hoan. Angam Baby đầu tiên chào đời vào ngày 26 tháng 10 năm 1932. Hóa ra là có nhiều hơn một Angam. Trong thời gian Nhật Bản chiếm đóng Nauru và các lãnh thổ Thái Bình Dương khác trong Thế chiến thứ hai, 1.201 người Nauru đã được sơ tán đến Truk (nay là Chuuk). Trong số 1.201 người di tản đến Truk, chỉ có 737 người trở về sau chiến tranh, và trong số khoảng 600 người bị bỏ lại Nauru, tổng cộng có khoảng 400 người sống sót.
Cô gái Angam, Eidegenegen Eidagaruwo, đã không trở về từ Truk vì cô ấy đã chết vì suy dinh dưỡng và ghẻ cóc giống như hầu hết những người Nauru khác đã chết ở Truk.

### Angam thứ hai
Hậu quả của Thế chiến II đã cho người Nauru thấy rằng, để tiếp tục tồn tại như một chủng tộc, họ sẽ phải cố gắng tăng dân số lần thứ hai. Cuộc đua giành Angam Baby mới đã được bắt đầu.
Vào ngày 31 tháng 3 năm 1949, những người dân Boe đã tổ chức lễ kỷ niệm khi Bethel Enproe Adam được sinh ra với bố mẹ là Kenye và Clarence Adam. Kể từ đó, người dân Nauru đã có thể kỷ niệm Angam một lần nữa. Mặc dù Bethel Enproe được sinh ra vào một ngày khác, nhưng ngày 26 tháng 10 vẫn được coi là Ngày Angam chính thức.